# راي براون (لاعب دوري الرغبي)
راي براون (بالإنجليزية: Ray Brown)‏ هو لاعب دوري الرغبي أسترالي، ولد في 1957.